# Cyborg Kuro-chan
Cyborg Kuro-chan (jap. サイボーグクロちゃん) ist ein Manga des japanischen Zeichners Naoki Yokōchi. Er wurde auch als Anime-Fernsehserie umgesetzt. Das Werk lässt sich den Genres Science Fiction und Comedy zuordnen und handelt von einem Cyborg-Kater, der gegen einen Welteroberer kämpft.

## Handlung
Der Kater Kuro-chan lebt bei einem senilen alten Ehepaar, das er häufig schon daran erinnern muss, ihn zu füttern. Eines Tages aber wird er bei einem Unfall schwer verletzt und von Dr. Go entführt, der ihn zu einem schwerbewaffneten Cyborg umbaut. Nun soll Kuro-chan als Teil einer Cyborg-Katzen-Armee für Dr. Go die Welt erobern. Der eigensinnige Kater aber will sich dem nicht fügen und kämpft sich frei.
Nun muss er immer wieder gegen Dr. Go und seine Cyborgs kämpfen, denn dieser will ihn wieder haben und immer noch die Welt erobern. Daher hetzt er ihm auch die Katze M-1 auf den Hals. Nebenbei muss Kuro sich um seine Herrchen kümmern, um sie vor den Folgen der Kämpfe und sie vor den durch ihre Senilität bewirkten Unzulänglichkeiten zu bewahren. Dabei werden häufig Tokio oder größere Teile Japans zerstört.

## Konzeption und Stil
Die Reihe besteht aus mehreren kürzeren Episodengeschichten, die jeweils abgeschlossen sind. Durch diese zieht sich der rote Faden Dr. Gos Welteroberungsversuche. Es werden häufig andere Mangas, Zeichentrickserien und Filme parodiert, so Dragon Ball, Gundam, Die Peanuts, Moby Dick oder Indiana Jones. Auch die Serie selbst wird parodiert.
Der Zeichenstil ist sehr untypisch für Manga. Durch seine Flächigkeit, breite Linien und geometrisierte Formen wirkt er sehr einfach. Das Geschehen wird mit vielen Speedlines dargestellt.

## Manga
Der Manga von Naoki Yokōchi wurde ab Februar 1998 im Manga-Magazin Comic BomBom des Verlags Kodansha in Japan veröffentlicht. Die Einzelkapitel wurden später auch in elf Sammelbänden (Tankōbon) herausgebracht.
Der Manga erschien auf Französisch bei Pika Édition. Auf Deutsch wurden die ersten drei Bände der Reihe zuerst im Magazin Manga Power des Verlags Egmont Manga und Anime veröffentlicht. Später erschien der Manga im Taschenbuchformat. Nach dem Siebten Band wurde die Veröffentlichung eingestellt. Die deutsche Übersetzung stammt von Josef Shanel.

## Anime
1999 wurde eine Anime-Fernsehserie zum Manga produziert, der 66 Folgen umfasste und vom 2. Oktober 1999 bis zum 6. Januar 2001 durch TV Tokyo in Japan ausgestrahlt wurde.
Auf Englisch wurde die Serie durch den Sender Animax in Süd- und Südostasien ausgestrahlt. Televisa Canal 5 sendete den Anime in Mexiko, Italia 1, Italia Teen Television und Hiro in Italien sowie ABC-5 und IBC-13 auf den Philippinen. 2006 wurde die Serie durch Spacetoon im Nahen Osten ausgestrahlt.

### Synchronisation
| Rolle               | japanischer Synchronsprecher (Seiyū) |
| ------------------- | ------------------------------------ |
| Kuro-chan           | Chika Sakamoto                       |
| Dr. Mantaro Takeshi | Tohru Furusawa                       |
| Mii-kun             | Chiharu Tezuka                       |
| Nana                | Hiromi Tsunakake                     |

### Musik
Der Vorspanntitel Guru Guru Kuro-chan stammt von Lady Q, die Lieder zum Abspann sind Positive Vibration von Sister-K und Para Para Kuro-chan von Kyuu.

## Rezeption
Laut dem Internetmagazin AnimePro beinhaltet der Manga viel Witz und Action, aber wenig Handlung. Melindy Hetfeld von Splashcomics beschreibt den Zeichenstil als gewöhnungsbedürftig und ungewöhnlich für Mangas. Zu Beginn gebe es kaum Handlung. Durch den abgedrehten Humor und die Zeichnungen werde der Manga aber nicht langweilig und sei sehr unterhaltsam. Es gäbe viel Situationshumor und Slapstick und später entwickele sich in den einzelnen Geschichten auch eine Handlung.